# Arden (Delaware)
Arden – wieś w Stanach Zjednoczonych, w stanie Delaware, w hrabstwie New Castle.